# البيت الأعوج (فلم)
البيت الأعوج (بالإنجليزية: Crooked House) هو فيلم غموض بريطاني أمريكي من إخراج جيل باكيه برينر. الفيلم مبني على رواية لأجاثا كريستي في عام 1949 تحمل نفس الاسم. الفيلم من بطولة ماكس آيرون وتيرينس ستامب وغلين كلوز وجيليان أندرسون وستيفاني مارتيني. التصوير الرئيسي للفيلم بدأ في سبتمبر 2016، وتم بث الفيلم في المملكة المتحدة على القناة 5 في 17 ديسمبر 2017.

## القصة
حفيدة رجل الأعمال اليوناني- البريطاني الراحل أريستيد ليونيدس، صوفيا ليونيدس، تزور المحقق الخاص تشارلز هايوارد في مكتبه. تريد صوفيا أن يقوم تشارلز بالتحقيق في وفاة أريستيد، لأنها تعتقد أنه قُتل على يد أحد أفراد عائلته. تلاحظ صوفيا أن جدها تم تسميمُه بمادة الفيسوستيغمين الموجودة في دواء العيون خاصته، وقد أعطيت له عن طريق حقنة أنسولين، مما تسبب في نوبة قلبية قاتلة. تعتقد صوفيا أن هذا كان مقصودًا وليس حادثا عرضيًا. تشارلز يتولى القضية على مضض، ويرجع ذلك جزئيًا إلى أنه كانت لديه علاقة حب قصيرة مع صوفيا في القاهرة. يسعى تشارلز لموافقة كبير المفتشين تافيرنر من سكوتلاند يارد للنظر في القضية، باستخدام علاقته الشخصية مع تافيرنر، الذي خدم مع والد تشارلز الذي اشتغل كمساعد مفوض سابق وقد قُتل هو الآخر.

## طاقم التمثيل
- غلين كلوز في دور السيدة إديث دي هافيلاند
- تيرينس ستامب في دور كبير المفتشين تافيرنر
- ماكس آيرون في دور تشارلز هايوارد
- ستيفاني مارتيني في دور صوفيا ليونيدس
- جوليان ساندز في دور فيليب ليونيدس
- أونور كنيفسي في دور جوزيفين ليونيدس
- كريستيان ماكاي في دور روجر ليونيدس
- أماندا أبينجتون في دور كليمنسي ليونيدس
- جيليان أندرسون في دور ماجدة ليونيدس
- كرستينا هندريكس في دور بريندا ليونيدس
- بريستون نيمان في دور أوستاس ليونيدس
- جون هيفرنان في دور لورنس براون
- جيني غالواي في دور المُربية
- ديفيد كيركبرايد في دور الرقب غلوفر
- تينا غراي في دور السيدة أكرويد
- روجر أشتون غريفيث في دور السيد غايتسكل
- أندرياس كاراس في دور إيانوي أغرودوبولوس
- جينو بيتشيانو في دور أريستيد ليونيدس

## الاستقبال النقدي
تلقى الفيلم إشادة متوسطة من النقاد. حيث حصل على تقييم 56٪ على موقع روتن توميتوز، مع متوسط تقييم 5/10، بناء على 25 مراجعة.  أما على موقع Metacritic، فقد حصل الفيلم على معدل 59 من 100 ، بناءً على 8 مُراجعات.

## وصلات خارجية
- مقالات تستعمل روابط فنية بلا صلة مع ويكي بيانات

لا توجد روابط لمواقع التواصل الاجتماعي.